# عبد الله جنون
عبد الله جنون (1909 - 1989) كاتب مغربي.

## حياته
ولد الكاتب والاديب المغربي عبد الله جنون عام 1909 بفاس. استقر مع والده بمدينة طنجة ابان الحرب العالمية الأولى وهناك تثقف بالثقافة العربية.
مارس مهنة التعليم وكتب في الصحف والمجلات، واسس مدرسة للتعليم ، وتولى إدارة المعهد الديني بطنجة، من أشهر مؤلفاته ،النبوغ المغربي، وسلسلة ذكريات مشاهير رجال المغرب، وواحة الفكر، إلى غيرها
وافته المنية سنة 1989م